# Hemingway (cràter)
Hemingway és un cràter d'impacte en el planeta Mercuri de 126 km de diàmetre. Porta el nom de l'escriptor estatunidenc Ernest Hemingway (1899-1961), i el seu nom va ser aprovat per la Unió Astronòmica Internacional el 2009.